# دینزن
دینزن (به آلمانی: Deensen) یک شهر  در آلمان است که در Eschershausen-Stadtoldendorf واقع شده‌است. دینزن ۱٬۵۷۵ نفر جمعیت دارد.